# Tashi Choden
Tashi Choden (nacida el 29 de marzo de 1998), también conocida como Tashi Chombal Dorji o Tashi Choden Chombal, es una modelo butanesa. En 2022, ganó el título de Miss Bután, representando a su país en el concurso de Miss Universo 2022. Es una de las primeras personas abiertamente homosexuales en su conservador país de origen.

## Biografía
Su madre, Kinley Wangmo, tenía un negocio en Wangdue Phodrang, y su padre, Chombal, era un empresario de la región de Kham, en el Tíbet. Los padres se conocieron en Timbu, e inmediatamente después de que naciera su hija, la familia se trasladó al estado indio de Nagaland. Como el padre se ausentaba a menudo debido a sus constantes viajes de negocios, madre e hija se trasladaron de nuevo a Wangdue Phodrang tres años después. 
El padre murió un año después, cuando Tashi Choden tenía cuatro años, y la madre volvió a casarse. Cuando tenía 14 años, su madre también murió, creció al cuidado de su tía y su abuela, su padrastro Dorji y dos hermanastros menores. Las variantes de su nombre oficial, Tashi Choden, recuerdan a su padre y a su padrastro.
Tashi Choden asistió a escuelas primarias y secundarias en Wangdue Phodrang y en el vecino distrito de Paro (últimamente en la Academia Utpal de esa localidad). En contra de las convenciones sociales, decidió posponer su educación en la universidad en favor de otros proyectos y de su carrera como modelo. 
La inició a los 15 años a través de contactos personales. Como resultado, participó en varios concursos nacionales y, finalmente, internacionales, y también trabajó como actriz. Para avanzar en su carrera, se trasladó a la capital, Timbu. El 4 de junio de 2022, fue coronada allí como Miss Bután. Después de 2008 y 2010, era la tercera vez que se celebraba el concurso en Bután.
Según sus propias declaraciones, Tashi Choden se describió por primera vez como bisexual en las redes sociales a la edad de 15 años. En aquella época, la homosexualidad todavía estaba formalmente penalizada en Bután. El proceso de despenalización no comenzó hasta 2019 como parte de una reforma del derecho penal. Una adición al párrafo correspondiente eximió a la homosexualidad adulta del delito penal de relaciones sexuales contra natura, y el cambio entró en vigor el 17 de febrero de 2021.
En junio de 2021, Tashi Choden salió del armario ante su familia y finalmente ante el público. Choden y su pareja fueron de los primeros butaneses en expresar públicamente su homosexualidad. Su selección como Miss Bután al año siguiente se consideró un paso notable en vista de la sociedad generalmente religiosa y conservadora del aislado estado y también fue reconocida como tal a nivel internacional.
Varios medios de comunicación se refirieron a Tashi Choden como la «primera mujer abiertamente lesbiana» o al menos la «primera celebridad abiertamente gay» de su país. Sin embargo, en los años anteriores a la modificación de la ley, ya había tenido lugar en el país un proceso social en el que los individuos podían salir del armario como homosexuales sin ser perseguidos. 
El 9 de junio de 2022, Tashi Choden intervino en una edición especial del foro Diálogos de Bután, patrocinado por las Naciones Unidas, en el Colegio de Educación de Paro, sobre el reconocimiento de la diversidad sexual y de género.